# Jakšinec
Jakšinec falu Horvátországban Krapina-Zagorje megyében. Közigazgatásilag Gornja Stubicához tartozik.

## Fekvése
Zágrábtól 17 km-re északra, községközpontjától 3 km-re délkeletre a Horvát Zagorje területén a megye délkeleti részén fekszik.

## Története
A településnek 1857-ben 267, 1910-ben 461 lakosa volt. Trianonig Zágráb vármegye Stubicai járásához tartozott. 2001-ben 309 lakosa volt.

## Híres emberek
Itt született 1958. március 25-én Rudolf Perešin pilóta, horvát nemzeti hős. Perešin 1991-ben a szerb-horvát háború során gépével inkább Ausztriába repült, semhogy horvát létére a saját népére lőtt volna. 1995. május 2-án halt hősi halált, amikor egy horvát hadművelet során Stara Gradiška felett szerb fegyveresek gépét rakétával lelőtték.

## Külső hivatkozások
Gornja Stubica község honlapja